# Passageule
De Passageule (ook wel: Passegeule) is een voormalige kreek in West-Zeeuws-Vlaanderen. Oorspronkelijk was het een zijarm van de Braakman. De Braakman is tijdens een stormvloed in 1374 ontstaan.
De zogeheten Oude Passageule ontstond vermoedelijk in 1404, toen de dijk tussen de Dierkensteenpolder en de Marguéritepolder het begaf en aldus een geul werd uitgeschuurd. In 1470 werd de Passageule voor het eerst genoemd. Het was aanvankelijk een doodlopende inham die van het oosten uit het land indrong. Ook ontstonden er aftakkingen naar het zuiden, zoals het Haantjesgat ten oosten van Sint Kruis.
Door de inundaties van 1583 ontstond de zogeheten Nieuwe Passageule, die naar het westen toe in verbinding stond met Sluis via het Coxysche Gat en met de Wielingen via het Zwarte Gat.
Toen de Staatsen dit gebied veroverden werd de Passageule onderdeel van de zuidelijke verdedigingsgordel tegen de Spaanse troepen: De Passageule-Linie. Daarom wordt de Passageule ook wel Linie genoemd.
Omstreeks 1650 begonnen inpolderingen van de Passageule en het Coxysche Gat, waarbij een nieuwe indeling van het land ontstond. In 1702 werd de kreek aan de oostzijde, bij IJzendijke, afgedamd om de Groote Jonkvrouw benoordenpolder aan te leggen. Tussen 1735 en 1738 werd door de Groote Zuiddiepepolder een kanaal naar de Braakman gegraven dat tegenwoordig nog steeds bestaat. Dit had een militair doel.
De Passageule begon te verzanden en werd van 1786-1788 verder ingepolderd, waardoor de Nieuwe Passageulepolder (848 ha) en de Oude Passageulepolder ontstonden. Twee dammen werden daartoe aangelegd: De Bakkersdam (1788) in het westen en de Kapitale Dam (1786) in het oosten.
De Passageule-Linie werd in 1839 opgeheven.

## Huidige situatie
De Passageule begint als een kreekrestant een drietal km ten zuiden van Biervliet, gaat in vrijwel rechte lijn naar het westen, waar hij 1 km ten zuiden van IJzendijke stroomt. Dit is het kanaal dat in 1738 is gereedgekomen. Vervolgens stroomt hij langs natuurgebied De Plate ten zuiden van Oostburg, waar hij in verbinding staat met de Sint-Kruiskreek. Van daar af heet hij Uitwateringskanaal en loopt ten noordoosten van Sluis en ten westen van Retranchement vrijwel langs de Nederlands-Belgische grens naar het noorden. Via uitwateringssluizen te Cadzand-Bad komt hij in zee uit. Dit Uitwateringskanaal is gegraven in 1870.
Tegenwoordig vinden langs de Passageule tal van natuurontwikkelingsprojecten plaats die meerdere honderden hectare beslaan. Hierbij wordt ook rekening gehouden met de cultuurhistorische waarde, met name de aanwezigheid van restanten van de voormalige Passageule-Linie.